# روبرت فون شنايدر
روبرت فون شنايدر (بالألمانية: Robert von Schneider)‏ هو عالم آثار كلاسيكية نمساوي، ولد في 18 نوفمبر 1854 في فيينا في النمسا، وتوفي بنفس المكان في 24 أكتوبر 1909.